# Éric Lévi
Éric Levisalles, dit Éric Lévi, est un musicien français, né le 23 décembre 1955 à Paris.
Il est notamment connu sous son nom d'artiste  Era depuis la sortie du premier album du même nom en 1997, ainsi que comme compositeur de la musique du film Les Visiteurs en 1993. En 1975, Éric Lévi fonde avec Fabienne Shine le groupe de hard rock Speedball lequel changera de nom l'année suivante en Shakin' Street, pour lequel il était guitariste et compositeur,,.

## Biographie
Adolescent, Éric Jacques Levisalles est déjà passionné de musique et commence la guitare électrique. Il fonde son premier groupe, Speedball, avec Fabienne Shine, en 1975, qui deviendra Shakin' Street en 1976. Le groupe connaît un grand succès, notamment en 1977 lors de la deuxième édition du festival punk de Mont-de-Marsan, dont les têtes d'affiche sont des groupes anglais comme The Clash, The Damned, Generation X (avec Billy Idol à l'époque). Ce succès leur vaut la première page de la presse anglaise spécialisée[Laquelle ?][réf. nécessaire] et leur permet de signer un contrat avec la maison de disque CBS à Paris. Shakin' Street enregistre ainsi son premier album à Londres en 1978, intitulé Vampire Rock.
Le groupe est ensuite repéré à Paris par Sandy Pearlman, manager du groupe américain Blue Öyster Cult et du groupe de rock Black Sabbath. Pearlman signe Shakin' Street et l'emmène pour tourner aux États-Unis, le groupe connaissant par la suite une notoriété croissante, notamment en Amérique. En 1980 et 1981, Shakin' Street enregistre son deuxième album à San Francisco, Solid As A Rock, et tourne avec de grands groupes rock comme Blue Öyster Cult, Black Sabbath, AC/DC, ou encore Journey lors du mythique « Day on the Green », concert annuel géant dans le stade de Berkeley (Californie).
En 1982, un désaccord entre Lévi et la maison de disque CBS marque la fin de Shakin' Street. Il part ensuite s’installer à New York pour collaborer avec Marianne Faithfull, puis quelques autres chanteurs de la ville.
En 1991, il collabore avec Jean-Marie Poiré qui lui confie la musique de son film, L'Opération Corned Beef, avec notamment la chanson Passion For War Love. Puis, en 1992, il compose à nouveau la musique d'un film de Poiré : Les Visiteurs. Le film se déroulant entre deux époques, le Moyen Âge et le XXe siècle, Éric Lévi mélange les styles :  il crée une musique originale à l'opposé des musiques de film du genre "Robin des Bois" en mélangeant le son de guitares électriques à des thèmes interprétés par une chorale dans un langage inventé. 
Avec plus de quatorze millions d'entrées en France, le film est un des plus grands succès du cinéma français et la bande-son, notamment le thème principal, Enae Volare, obtient une nomination aux Césars pour la meilleure musique de film. Ce succès incite Éric Lévi à poursuivre dans ce style en créant son propre projet musical sous le nom d'Era, dont le premier album éponyme est enregistré aux studios Abbey Road à Londres entre 1995 et 1996.
La sortie commerciale de ce premier album d'Era arrive en mars 1997, et le succès est immédiat, non seulement en France mais aussi en Allemagne et dans toute l'Europe du Nord, l'Europe de l'Est, l'Amérique du Sud, etc. Emmené par le single Ameno, plus de cinq millions d’albums sont vendus et Era remporte une Victoire de la musique en 1999,,.
En 1998, Éric Lévi collabore avec le chef d'orchestre coréen Chung Myung-whun, chef principal de l'Orchestre de l'Académie nationale de Sainte-Cécile de Rome. Responsable du programme musical du Vatican, Chung recherche une nouvelle œuvre originale pour marquer la venue du pape Jean-Paul II à Paris lors des Journées mondiales de la jeunesse de 1997. Éric Lévi lui propose I Believe, dont il a écrit la musique et les paroles. Le titre sera enregistré une première fois avec l'orchestre de Sainte-Cécile à Rome sous la direction de Chung, interprété par Cecilia Bartoli et Andrea Bocelli, mais c'est finalement avec Dee Dee Bridgewater que Bocelli interprète I Believe devant le pape et une foule d'un million de personnes présentes à ces JMJ parisiennes.
En 1999, Éric Lévi est à Londres, où il enregistre le deuxième album d’Era, qui rencontre un succès presque équivalent au premier opus. Le disque suivant, The Mass, sort en 2003.
En 2006, le compositeur signe la musique du film Les Filles du botaniste. Après le Very Best Of d'Era en 2004, Lévi sort en 2008 un quatrième album du projet, Reborn, au style très renouvelé. Cet album est suivi en novembre 2009 d'Era Classics, un disque directement inspiré de grandes œuvres de musique classique. L'année 2010 est quant à elle marquée par la sortie d'un nouveau Best Of d'Era, intituléThe Essential, ainsi que l'album Classics II, où Era revisite de nouveau des musiques classiques.
En 2016, Lévi collabore pour la cinquième fois avec Jean-Marie Poiré pour composer la musique du film Les Visiteurs : La Révolution. Toujours en 2016, Éric Lévi compose le septième album d'Era, Era The 7th Sword.
En 2018, Éric Lévi signe un contrat avec Live Nation et pour la première fois, Era effectue une tournée en France, avec pour première date le 18 avril 2019 à la Seine musicale à Boulogne-Billancourt. S'ensuit une tournée des Zéniths dans les plus grandes villes de France et deux concerts supplémentaires dans la salle Pleyel à Paris les 26 et 27 décembre 2019.

## Discographie
- 1978 : Vampire Rock
- 1980 : Shakin' Street
- 1997 : Era
- 2000 : Era II
- 2003 : The Mass
- 2008 : Reborn
- 2009 : Era Classics
- 2010 : Era Classics 2
- 2017 : Era The 7th Sword
- 2022 : Era The Live Experience
- 2025 : Era The Fallen King  , sortie commerciale en Octobre 2025

## Filmographie

### Longs métrages
- 1991 : L'Opération Corned-Beef de Jean-Marie Poiré
- 1993 : Les Visiteurs de Jean-Marie Poiré
- 1994 : La Vengeance d'une blonde de Jeannot Szwarc[6],[7]
- 1994 : Pourquoi maman est dans mon lit ? de Patrick Malakian
- 1995 : Les Anges gardiens de Jean-Marie Poiré
- 1996 : Ma femme me quitte de Didier Kaminka
- 1997 : Les Sœurs Soleil de Jeannot Szwarc
- 1998 : Les Couloirs du temps : Les Visiteurs 2 de Jean-Marie Poiré
- 2006 : Les Filles du botaniste de Sijie Dai
- 2016 : Les Visiteurs : La Révolution de Jean-Marie Poiré

### Courts métrages
- 1991 : The Magic Trolls and the Troll Warriors de Xavier Picard

### Télévision
- 1993 : Lycée alpin (série télévisée)[8]
- 1996 : Panique au Plazza (pièce de théâtre) de Renaud Le Van Kim et Jean-Marie Poiré